# Rhynchalastor flavotorquatus
Rhynchalastor flavotorquatus är en stekelart som först beskrevs av Giordani Soika 1944.  Rhynchalastor flavotorquatus ingår i släktet Rhynchalastor och familjen Eumenidae. Inga underarter finns listade i Catalogue of Life.